# 락탐

왼쪽에서 오른쪽으로 β-lactam, a γ-lactam, δ-lactam, ε-lactam의 구조.

락탐(lactam)은 고리형의 아마이드이다. 탄소 원자 수에 따라 알파-락팀, 베타-락탐, 감마-락탐, 델타-락탐 식으로 불린다.

## 같이 보기
- 락톤
- 카프로락탐